# Carlo Migliardi

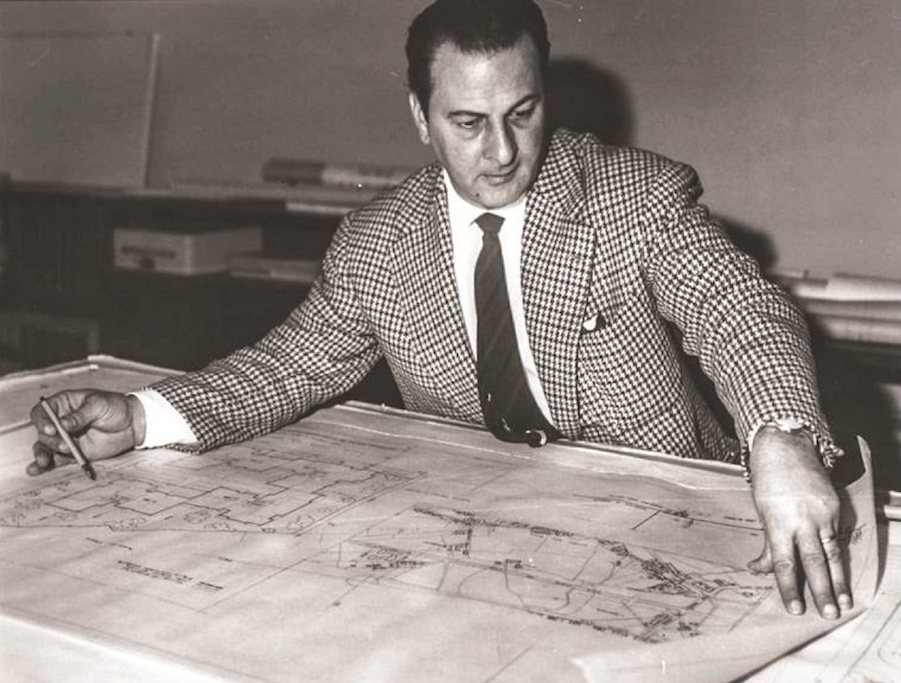
L'architetto Carlo Migliardi al lavoro nel suo studio del Vomero, Napoli.

Carlo Migliardi (Napoli, 4 settembre 1916 – Napoli, 15 dicembre 1999) è stato un architetto, designer e urbanista italiano.

## Biografia

### Formazione e primi anni
Carlo Migliardi nasce a Napoli nel 1916, dopo un'infanzia trascorsa nei classici cortili napoletani dove le stratificazioni sociali sono livellate dal periodo storico culturale, si iscrive al liceo Artistico di Napoli, di via Costantinopoli, una scelta mirata che lo porterà fin dall'inizio a coltivare una passione per il disegno le arti fini e le arti applicate. Il liceo, infatti, darà sfogo alla sua fantasia e allo stesso tempo consoliderà sempre più l'idea del prossimo obiettivo: l'università di architettura, un sogno molto lontano perché all'età di ventuno anni, dopo un periodo preliminare di addestramento come allievo ufficiale, Carlo Migliardi partecipa alla campagna d'Africa in qualità di sottotenente e in seguito come capitano su fronte greco. Tornato in Italia, affronta un periodo di riadattamento post-guerra, durante il quale ha dovuto metabolizzare lo stress e lo shock accumulato in quei quattro anni. Nonostante ciò o forse proprio per questo motivo, decide comunque di dedicarsi alla sua più grande passione, l'architettura. Così nel 1941 si iscrive all'Università degli Studi di Napoli Federico II.
L'università è fonte di vita, e la passione con la quale la affronta lo porta a collaborare già da studente con alcuni dei massimi esponenti dell'architettura italiana novecentesca come Stefania Filo Speziale, leader tra le architette italiane e Marcello Canino, architetto razionalista nonché progettista della propaganda fascista. Nel 1946 consegue la laurea in architettura iscrivendosi all'ordine degli architetti di Napoli il 16 luglio 1947. I primi anni di professione li svolge al genio civile, impiego statale, un'esperienza che gli permette di vedere la sua professione da un'altra prospettiva.
Ma la voglia di raccontare e di esprimersi lo spinge ad abbandonare il lavoro d'ufficio, e così, dopo soli due anni, carico di un know-how influenzato dalla guerra, dal fascismo e dai grandi del calcestruzzo e dello stile Liberty decide di intraprendere la strada della libera professione.
È così che alla fine degli anni '50 nasce in via Alessandro Longo 25 di Napoli, in un complesso residenziale da lui stesso progettato, lo studio di architettura Carlo Migliardi, ancora oggi attivo e seguito dal figlio Armando e dai nipoti Carlo e Luca, entrambi architetti.
L'esperienza e i contatti maturati tra gli anni accademici e l'impiego statale, e Il background artistico maturato al liceo, plasma, sia dal punto di vista tecnico sia da quello sociale, un professionista che non teme di farsi avanti in un periodo storico dove la parola rinascita è all'ordine del giorno. Così nel 1952 e poi nel 1953 nascono alcune tra le collaborazioni più importanti per la carriera dell'architetto, come quelle con le imprese di costruzioni Cerimele, Corsicato, Solimene, Giustino e Bocco. Queste importanti collaborazioni saranno il trampolino di lancio che lo catapulterà negli anni successivi alla realizzazione di lavori importanti come la lottizzazione e la progettazione del complesso residenziale e dei Colli Aminei e del Parco Sud Italia.

### Lo stile e le influenze
Agli inizi degli anni '50, quando Carlo Migliardi si affaccia alla professione, sente forte l'influenza e il peso del cambio di rotta dell'architettura del dopoguerra e con essa la figura stessa dell'architetto, che prima ancora di essere progettista architettonico viene sempre più spesso incaricato per gestire, pianificare e riorganizzare lo spazio urbano .
Nelle proprie architetture sarà evidente e ben distinguibile il contributo apportato dal razionalismo italiano, che è esso stesso mediatore tra la tradizione classica italiana e la logica funzionalità della macchina e delle nuove tecnologie costruttive, mediante i suoi massimi esponenti come Giuseppe Terragni e Giuseppe Pagano. La propria interpretazione delle nuove tecnologie costruttive come il calcestruzzo armato e un'attenta ricerca dei materiali lo porta a sperimentare e innovare continuamente il proprio "modus operandi".
Carlo Migliardi infatti realizzerà quasi principalmente opere in cemento armato con uno stile facilmente riconoscibile e riconducibile allo stile razionalista italiano, ma con elementi e dettagli sempre più evidenti e distinguibili, cercando di mediare tra la rigidezza della struttura in cemento armato con la morbidezza del legno arricchito poi dalla rigorosità del marmo.

### La rappresentazione grafica

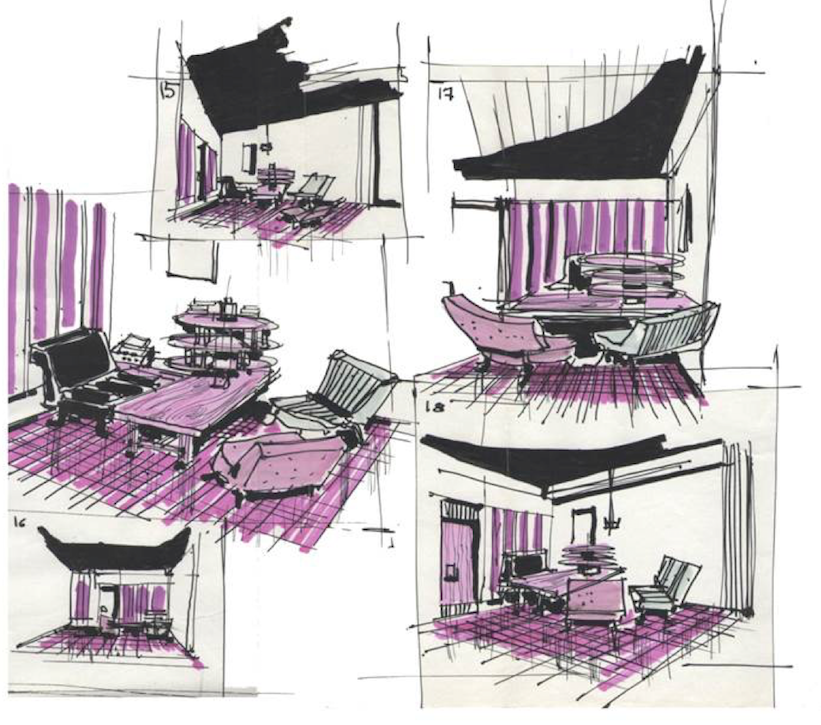
Schizzi di Interior design, 1960.

La rappresentazione grafica è per Carlo Migliardi un momento fondamentale della propria attività produttiva, esso infatti si è evoluto nel corso del tempo, partendo dai primi insegnamenti ricevuti al liceo artistico e continuati poi all'interno della Facoltà di Architettura dove viene a contatto con i grandi maestri dell'architettura, come Le Corbusier, Frank Lloyd Wright, Adolf Loos, fino a raggiungere la maturità dopo l'apertura dello studio e il rapporto con la committenza.
Qui l'obiettivo di Migliardi non è solo una mera rappresentazione dello spazio architettonico, ma quello di suscitare in chi osserva un sentimento di "pathos" e dinamicità. In tal modo egli cerca di liberare il disegno architettonico dalla staticità. Contrapponendo ai tratti netti e decisi, linee sfumate che si perdono nel bianco della carta.
Questo senso di velocità è un chiaro lascito della cultura della rappresentazione del movimento futurista italiano: artisti come Filippo Tommaso Marinetti, Giacomo Balla, Giovanni de Pero hanno influenzato gli stili progettuali e di rappresentazione futuri e quindi Carlo Migliardi.

## Innovazione urbana

### Filosofia
Il fine ultimo dell'architetto era quello di realizzare quartieri autosufficienti, ispirati ai modelli americani e nord europei, tutti dotati di una ricca mescolanza di usi e attrattive per gli utenti esterni. Quindi l'architetto va a indagare l'essenza alla base di questi modelli urbani, ossia la diversità.
La diversità intesa come diversità edilizia caratteristica e caratterizzante. E diversità intesa come diversità di usi e destinazioni tutto al fine di ovviare al problema, come dice Jane Jacobs nel libro "vita e morte delle grandi città", del sovraffollamento, cosa ben distinta dall'alta densità urbana. In quanto il primo significa che troppe persone abitano in un alloggio in relazione al numero di vani. Il secondo, invece, vuol dire un numero alto di alloggi per ettaro. Per creare una ricca diversità nelle strade e nei quartieri di una città sono indispensabili quattro condizioni: il quartiere – e meglio ancora, il maggior numero possibile delle singole zone che lo compongono - deve servire a più funzioni primarie, possibilmente più di due. Queste funzioni debbono assicurare la presenza di persone che popolino le strade a ore diverse e che, pur frequentando la zona per motivi differenti, abbiano modo di utilizzare in comune molte delle sue attrezzature. La maggior parte degli isolati debbono essere piccoli, il che significa che le strade e le occasioni di svoltare agli angoli debbono essere frequenti. Nel quartiere devono coesistere edifici di diverse età e condizioni, compreso un buon numero di vecchie costruzioni, in modo che siano diversi i redditi che i vari edifici debbono fornire per essere remunerativi; questa mescolanza dev'essere assortita in modo abbastanza minuto. Quale che sia il motivo per cui la gente si trova nella zona, la densità di popolazione dev'essere sufficientemente elevata; ciò significa, tra l'altro, una forte densità di popolazione residente. Gli elementi che conferiscono innovazione a questo nuovo modello urbano sono la cura per strade, isole verdi e l'autosufficienza quali condizioni essenziali per lo sviluppo di questo nuovo "lifestile" ispirato alle grandi metropoli americane.
Bisogna fare una precisazione in merito al concetto di strada, in quanto con questo termine non si intende solo percorsi destinati alla circolazione dei veicoli ma si allude anche alla porzione destinata al traffico pedonale, ossia ai marciapiedi. In sé stesso un marciapiede di città non significa niente, è un'astrazione: significa qualcosa solo se messo in relazione agli altri edifici e agli altri usi esistenti. Le strade e i marciapiedi costituiscono i più importanti luoghi pubblici di una città e suoi organi più vitali, quando si pensa a una città la prima cosa che viene alla mente sono le sue strade: secondo che esse appaiano interessanti o insignificanti anche la città apparirà tale. Per essere in grado di accogliere gli estranei e di approfittarne per accrescere la propria sicurezza, come sempre accade nei quartieri più vitali, una strada deve avere tre qualità principali: deve esserci una netta separazione tra spazi pubblici e spazi privati; lo spazio pubblico e quello privato non devono essere compenetrati. La strada deve essere sorvegliata dagli occhi di coloro che potremmo chiamare i suoi naturali proprietari. In una strada attrezzata per accogliere gli estranei e per garantire la loro sicurezza e quella dei residenti, gli edifici devono essere rivolti verso la strada, non è ammissibile che gli edifici lascino la strada priva di affaccio, volgendo verso di essa la facciata posteriore o i lati ciechi. I marciapiedi devono essere frequentati con sufficiente continuità, sia per accrescere il numero delle persone che sorvegliano la strada, sia per indurre un congruo numero di residenti a tener d'occhio i marciapiedi dagli edifici contigui. Condizione essenziale per attuare tale sorveglianza è che lungo i marciapiedi sia disseminato un congruo numero di negozi e in particolare di esercizi frequentati nelle ore serali e notturne. Questi esercizi offrono sia ai residenti, sia agli estranei, ragioni concrete per frequentare i marciapiedi. Essi attirano la gente a passare dinanzi a posti che in sé non presentano attrattive per l'uso pubblico, ma che diventano luoghi di transito per chi si reca altrove. Inoltre, queste attività commerciali devono essere abbastanza variate perché possa formarsi una rete di percorsi che si intrecciano tra di loro. A sua volta, l'animazione suscitata dalla gente che va in giro per compere o che si reca nei bar, costituisce di per sé un'attrattiva per altra gente. I parchi di quartiere esprimono i principi generali validi per qualsiasi tipo di parco, in quanto essi rappresentano la forma più generica di parco urbano di cui disponiamo. Essi infatti sono destinati all'uso generico e quotidiano di area pubblica o di quartiere, indipendentemente dalle attività prevalenti nel quartiere stesso. L'ubicazione degli stessi deve essere il luogo dove c'è maggiore animazione, ossia dove sono presenti una moltitudine di attività.

### Il progetto di lottizzazione dei Colli Aminei

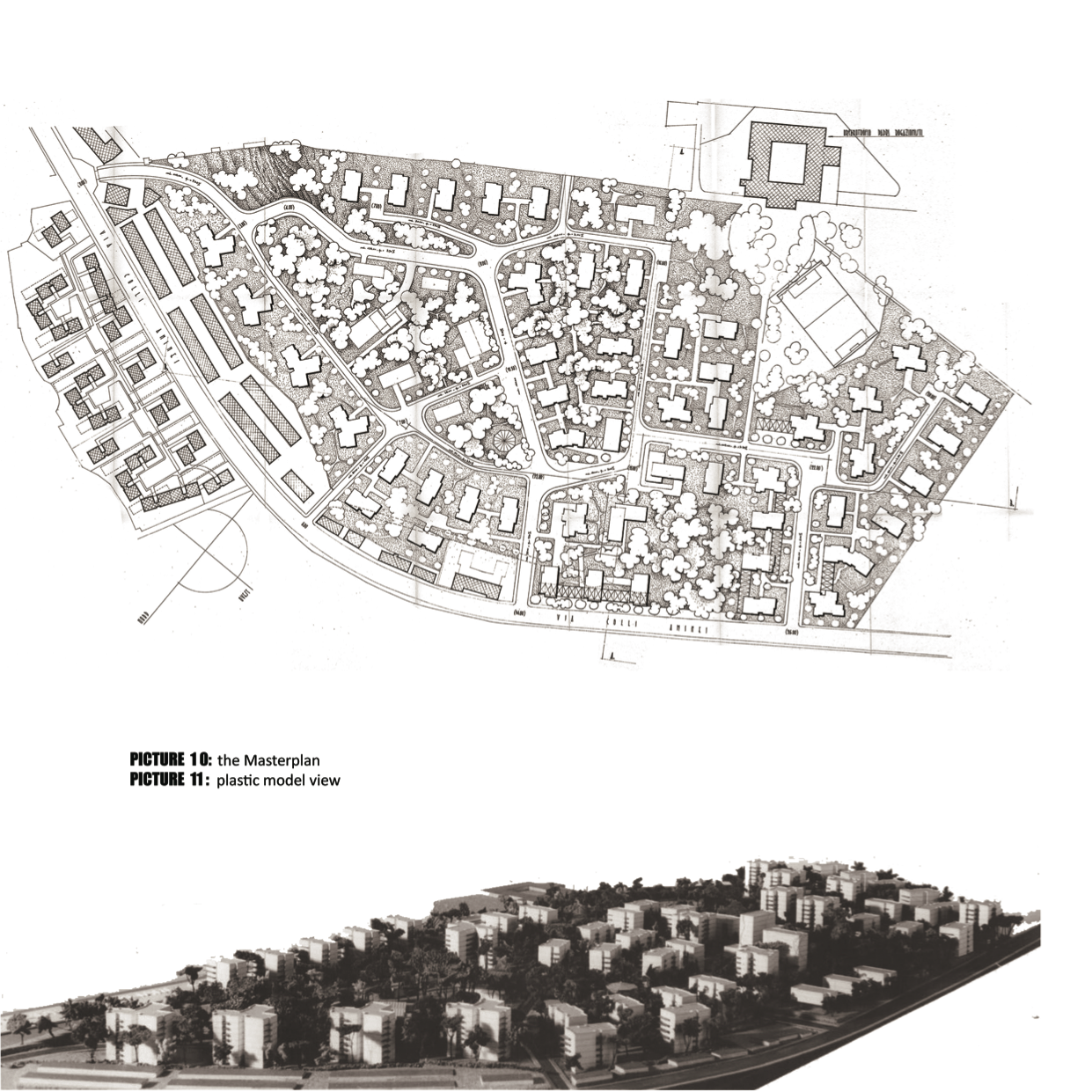
Progetto e plastico di progetto dell'opera di Lottizzazione dei Colli Aminei. Napoli.

L'architetto Migliardi si pone in controtendenza con quelli che sono le linee guida della progettazione in scala urbana dell'area napoletana. Ossia quello di massimizzare il numero di unità abitative sacrificando la qualità architettonica e urbana del progetto. Infatti, come si evince dal masterplan iniziale, il progetto si articola in differenti "isole". Ognuna autonoma e indipendente, ma al tempo stesso parte integrante di un arcipelago complessivo. La connessione tra le varie aree è data principalmente dalla folta ramificazione di strade e percorsi, che come già detto prima, sono il fulcro di questo nuovo modello urbano.
I percorsi principali, differenziati da quelli secondari per dimensione, si intersecano tra di loro dando vita a slarghi con scorci e prospettive sempre diverse, questo per far sì che si crei quella ricercata diversità che garantisce un'attrattiva sociale per i residenti e non. Le isole che compongono il complesso sono essenzialmente la differenza tra il lotto stesso meno la maglia dei percorsi. A una prima occhiata si riesce subito a stabilire la predominanza delle aree verdi, e particolare attenzione è stata data a queste ultime, studiando quali fossero le essenze locali volte a ristabilire l'antico equilibrio di questa area da sempre considerata un rifugio verde dal caos cittadino. Le essenze utilizzate a tal scopo, sono principalmente essenza arboree autoctone come il pino marittimo, il leccio, le magnolie, le robinie, i platani.

### Parco Sud Italia a Posillipo
Parallelamente all'incarico ricevuto per la lottizzazione della zona dei Colli Aminei, ovvero nel 1960, comincia la collaborazione con l'impresa di costruzioni "Sud Italia", la quale commissiona all'architetto la lottizzazione e la conseguente sistemazione dell'ex Villa Costa, sita a Napoli in via Posillipo.
Un progetto ambizioso su un'area di intervento di 60 000 m² di proprietà della suddetta società, consisteva nella realizzazione di un'edilizia bassa adagiata sull'andamento naturale del terreno, anziché degli edifici di notevole altezza, che avrebbero cambiato totalmente il carattere paesaggistico della zona, fatta eccezione solo per tre corpi di fabbrica che costituivano la saldatura tra l'edilizia esistente e la nuova sistemazione.
Inoltre il progetto prevedeva un ampio infoltimento della vegetazione esistente con la messa in dimora di piante pregiate e ad alto fusto, oltre alla realizzazione di una rete principale per autoveicoli e una rete di penetrazione pedonale a servizio delle abitazioni.
Oggi considerato uno tra i parchi residenziali più belli di Napoli e per la sua volumetria rispettosa nei confronti del territorio e per una qualità architettonica ricercata e efficace.

## Premi e riconoscimenti
- Premio InArch (1964)
- Premio INA-Casa
- Conferimento di carica di Senatore dell'Ordine degli Architetti di Napoli (1992)

## Collaborazione importanti
- Stefania Filo Speziale - 1945
- Giuseppe Macedonio